# デ・ハビランド ジャイロン
デ・ハビランド ジャイロン
デ・ハビランド航空博物館（de Havilland Aircraft Heritage Centreに展示されているジャイロン
- 用途：超音速航空機用エンジン
- 分類：ターボジェットエンジン
- 設計者：Frank Halford
- 製造者：デ・ハビランド
- 運用者： イギリス（イギリス空軍)

デ・ハビランド PS.23 または PS.52 ジャイロン（de Havilland PS.23 or PS.52 Gyron）は、当初はハルフォード H-4 として開発が開始された、Frank Halfordが設計した最後のターボジェットエンジンである。開発中であったものも含め、当時としては最大の出力を有するエンジンであり、推力は20,000 lbf (89 kN)、アフターバーナー使用時には27,000 lbf (120 kN)であった。実際には、エンジンは巨大に過ぎ、結果として採用されなかった。後に、サイズを45%に縮小した、デ・ハビランド ジャイロン・ジュニアが製造され、こちらは多少の成功を収めた。

## 設計及び開発
ジャイロンはハルフォードにとって、それまで経験を積んできたデ・ハビランド ゴブリン（H-1）やデ・ハビランド ゴースト（H-2）等の遠心式ターボジェットエンジンに取って代わる、最初の軸流式エンジンであった。ジャイロンはまた、超音速航空機専用に設計された、最初のエンジンの一つでもあった。
最初の試運転は1953年9月に実施された。飛行試験は、ショート スペリン試験機を使用して1955年から行われた。スペリンはロールス・ロイス エイヴォンターボジェットエンジンを2基縦に重ねて、両翼にそれぞれ装備していたが、下側のエンジンをより大きいジャイロンに換装した。飛行中の推力は18,000 lbf (80 kN)であった。1955年、DGy.1が公式に推力15,000 lbf (67 kN)とされた。アフターバーナー使用時の推力は20,000 lbf (89 kN)で、後のDGy.2では25,000 lbf (110 kN)に増加した。
ジャイロンはいくつかの計画で使用が検討されたが、最も有名なのはホーカー ハンターからの置き換えが予定されていたHawker P.1121超音速戦闘機である。しかしながら、この計画は中止されてしまった。他の用途としては、運用要求F.155で計画された機体があったが、この計画も1957年防衛白書によってキャンセルされてしまった。結局、イギリス政府はジャイロン計画自体を1957年3月に中止したが、それまでに要した費用は340万ポンドであった。

## 展示
ジャイロンは現在、ロンドンのサイエンス・ミュージアムに保管されており、またデ・ハビランド航空博物館(de Havilland Aircraft Heritage Centre)に展示されている。

## 仕様（Gyron D.Gy.1.）
一般的特性
- 形式: ターボジェット
- 全長: 3.95 m (155.5 in)
- 直径: 1.40 m (55.2 in)
- 乾燥重量: 1,921 kg (4,270 lb)

構成要素
- 圧縮機: 7段軸流式
- タービン: 2段

性能
- 推力: 89 kN (9,072 kgf, 20,000 lb)
- 全圧縮比（英語版）: 5.6
- 燃料消費率: 1.04 Ib./hr/lb（フルスロットル時）
- 推力重量比: 46.3 N/kg

## 参考資料

### 出版物
- Gunston, Bill. World Encyclopedia of Aero Engines. Cambridge, England. Patrick Stephens Limited, 1989. ISBN 1-85260-163-9